# La Caine
La Caine település Franciaországban, Calvados megyében. Lakosainak száma 160 fő (2022. január 1.). La Caine Montigny, Ouffières, Préaux-Bocage, Montillières-sur-Orne és Thury-Harcourt-le-Hom községekkel határos.

## Népesség
A település népességének változása:
| Lakosok száma | 65   | 60   | 60   | 95   | 117  | 130  | 153  | 158  | 158  | 160  |
|               | 1968 | 1982 | 1992 | 2006 | 2011 | 2013 | 2016 | 2018 | 2020 | 2022 |